# Jungermannia renauldii
Jungermannia renauldii là một loài Rêu trong họ Jungermanniaceae. Loài này được Stephani mô tả khoa học đầu tiên năm 1892.